# Shigeru Nakahara
Shigeru Nakahara (jap. 中原 茂 Nakahara Shigeru; ur. 22 stycznia 1961) – japoński seiyū i aktor dubbingowy. Jest znany m.in. z roli Trowy Bartona z serialu anime Gundam Wing. Jest byłym mężem aktorki głosowej Satomi Kōrogi, z którą ma jedno dziecko.

## Wybrana filmografia
- Shin Kidōsenki Gundam Wing: Trowa Barton
- Chōjū Kishin Dancouga: Masato Shikibu
- Dragon Ball Z, Dragon Ball GT: Cyborg #17
- Uchū no kishi Tekkaman Blade: Levin
- Aura Battler Dunbine: Shō Zama
- Yūsha Keisatsu J-Decker: Kagerō
- Aoki Densetsu Shoot!: Matsushita Hiroshi